# Tugela Ferry
Tugela Ferry ist eine Stadt in der südafrikanischen Provinz KwaZulu-Natal. Sie befindet sich in der Gemeinde Msinga im Distrikt Umzinyathi. Hier befindet sich der Verwaltungssitz der Gemeinde. Daneben ist sie auch wirtschaftliches Zentrum von Msinga. Der Name der Stadt kommt von der Fähre über den Tugela, die hier vor Erbauung der Brücke ihren Dienst tat.
2011 hatte Tugela Ferry 2093 Einwohner. Die Stadt liegt auf einer Höhe von 777 Metern über dem Meeresspiegel.